# Zoran Simović
Zoran Simović (Mojkovac, 1954. november 2. –) jugoszláv válogatott montenegrói labdarúgó, kapus.

## Pályafutása

### Klubcsapatban
1975 és 1980 között a Napredak Kruševac, 1980 és 1984 között a Hajduk Split labdarúgója volt. 1984 és 1990 között a török Galatasaray csapatában szerepelt.

### A válogatottban
1983–84-ben tíz alkalommal szerepelt a jugoszláv válogatottban. Részt vett az 1984-es franciaországi Európa-bajnokságon.

## Sikerei, díjai
Hajduk Split
- Jugoszláv kupa
  - győztes: 1984

 Galatasaray SK
- Török bajnokság
  - bajnok (2): 1986–87, 1987–88
- Török kupa
  - győztes: 1985